# Albert Reimann
Albert Reimann (* 9. November 1874 in Gnesen, Deutsches Reich; † 5. Juni 1976 in London) war ein deutscher Bildhauer, Kunsthandwerker und Kunsterzieher. Er gründete die Schule Reimann in Berlin, die er von 1902 bis 1935 leitete.

## Leben
In jungen Jahren zog Albert Reimann mit seinen Eltern aus der preußischen Provinz Posen nach Berlin und absolvierte dort das Gymnasium. Wenn er seinen Großvater in Potsdam besuchte, konnte ihn nichts davon abhalten, mit seinem Zeichenblock in den Park von Schloß Sanssouci zu gehen und die Skulpturen zu skizzieren. Auf keinen Fall wollte er Kaufmann wie sein Vater werden – schöpferisch tätig wollte er sein. Deshalb lernte er erst einmal in einer Möbelfabrik Holzschnitzerei und studierte anschließend an der Unterrichtsanstalt des königlichen Kunstgewerbemuseums in Berlin.
Im Jahr 1897 fand er bei einem Kieler Kunsttischler eine Anstellung. Danach fertigte er bei der Firma Bembé in Mainz Abbildungen deutscher Städte und Komponisten in einer Art Papiermaché für die Ausgestaltung der Wände des großen Gesellschafts- und des Musiksaales des Übersee-Dampfschiffs Kaiser Wilhelm der Große. 1898 eröffnete Reimann in Berlin-Kreuzberg sein eigenes Atelier. Den überladenen Prunkstil der Gründerzeit ablehnend, entwarf und fertigte er hier kleinplastische Gegenstände im Jugendstil.
Zusammen mit seiner Frau Klara, geb. Angrèss, führte er zunächst Sonntags-Kurse für Schüler im Malen und freien Modellieren durch, Ostern 1902 eröffneten sie die Schülerwerkstätten für Kleinplastik. Später entwickelte Albert Reimann den später überall käuflichen Modellierkasten der Schule Reimann, 1906 erhielt er für die Verdienste in der Arbeit mit Kindern die Goldene Medaille der Stadt Berlin.
Zwischen 1901 und 1906 entwarf er rund 50 Objekte mit unterschiedlichen Dekoren für die Metallwarenfabrik Gerhardi & Co. im westfälischen Lüdenscheid. Neben Peter Behrens, Albin Müller und Joseph Maria Olbrich war er damit einer der wichtigsten und quantitativ der bedeutendste Künstler des Lüdenscheider Impuls 1901-1906.
Ungefähr zur gleichen Zeit ließ sich Albert Reimann den von ihm entwickelten Batik-Stift patentieren, ein mit Wachs gefüllter Metallgriffel. Über einer Spiritusflamme erwärmt, konnte das flüssige Wachs zum Malen durch Druck auf ein Ventil ausströmen.
Mit dem Unterricht im Zeichnen, Modellieren, Holzschnitzen, Metalltreiben und Entwerfen kunstgewerblicher Gegenstände wollte er vor allem geeignete Mitarbeiter für sein Atelier ausbilden. Die steigenden Schülerzahlen veranlassten ihn, mit seiner Schule 1903 an den Berliner Stadtrand nach Schöneberg an die Ecke Landshuter Straße 38/Ecke Hohenstaufenstraße in unmittelbare Nähe der Lehranstalt des Lette-Vereins umzuziehen. In den Folgejahren erweiterte Albert Reimann das Lehrangebot ständig. 1931 ließ er das Schulgebäude nach den Plänen des Architekten Leo Nachtlicht für 250.000 Reichsmark aufwändig modernisieren und erweitern, so dass er jetzt auch eine Fotografie-Abteilung in seinem Ausbildungsinstitut unterbringen konnte.
Als die Schulbehörden der Stadt Berlin und der Vorstadt Schöneberg den Werkunterricht einführten, erhielten die Lehrer in seinen Schülerwerkstätten dazu die praktische und ästhetisch künstlerische Ausbildung.
Da Albert Reimann im nationalsozialistischen Deutschland keinen Ariernachweis erbringen konnte, wurde er nicht in die neu gebildete Fachkammer der bildenden Künste aufgenommen (Reichskulturkammer-Gesetz). Das bedeutete, dass er als Künstler nicht mehr tätig sein durfte. Seine Funktion als Schulleiter konnte er aber weiterhin wahrnehmen, denn das Berufsbeamtengesetz, durch das jüdische Lehrer aus dem Dienst entlassen wurden, war auf die Privatschule Reimanns nicht anwendbar. 1934 musste er die Herausgabe seiner Schulzeitschrift Farbe und Form auf Grund des Schriftleitergesetzes einstellen.
1935 beugte sich Albert Reimann dem vielfältigen Geflecht aus diskriminierenden Gesetzen und Verordnungen und schloss mit dem Architekten Hugo Häring einen Mietkaufvertrag über seine Schule ab. Die vereinbarten monatlichen Zahlungen von Häring an Reimann wurden vom Finanzamt Berlin-Schöneberg sofort wieder gepfändet.
Die Reichspogromnacht hat Albert Reimann in Berlin noch miterlebt. In der Reichskristallnacht wurde die Glasfront der ihm bis dahin noch gehörenden Verkaufsstelle für Künstlerbedarf im Erdgeschoss der Schule zerstört. Sein Bericht darüber wurde im Leo Baeck Institut hinterlegt. Noch vor Jahresende emigrierte er nach London, wo sein Sohn Heinz bereits Anfang Januar 1937 die Reimann School and Studios eröffnet hatte. Die innovativen Lehrkonzepte der Londoner Reimann School wurden in England begeistert aufgenommen und hatten großen Einfluss auf die dortigen Kunst- und Design-Ausbildungsstätten. Die Londoner Reimann School wurde 1944 durch Bombenangriffe zerstört, wie auch zuvor im November 1943 die Schule Reimann in Berlin.
Nach dem Krieg zog Albert Reimann vorübergehend nach Leeds und dann wieder nach London. 1958 erhielt er das Bundesverdienstkreuz Erster Klasse.

## Mitgliedschaften
- im Verein Berliner Bildhauer
- 1901 im Vorstand in der neu gegründeten Vereinigung Die Kunst im Leben des Kindes
- im Verein für Deutsches Kunstgewerbe zu Berlin
- im Deutschen Werkbund
- im Wirtschaftlichen Verband Bildender Künstler zu Berlin
- in der AJR (Association of Jewish Refugees in Great Britain)[15]
- 1932 Gründungsmitglied der Deutschen Gesellschaft für Goldschmiedekunst Berlin[16]

## Würdigung
Albert Reimann beabsichtigte, auf das künstlerische Empfinden der Produzenten und der Käufer in der aufstrebenden Industriegesellschaft Einfluss zu nehmen. Er wollte eine künstlerische Kultur verbreiten für jedermann, von Jugend auf und beginnend vom kleinsten Gegenstand an. Dabei suchte er nach einfachen Formen auf den verschiedensten Gebieten der Gebrauchskunst.
Nach seiner vorwiegend formgebend ausgerichteten Schaffensperiode widmete sich Albert Reimann der Kunsterziehung.
Er erkannte frühzeitig die Notwendigkeit einer neuen künstlerischen Ausdrucksweise, die Jugendstil und Neue Sachlichkeit genannt wurden. Die von ihm entworfenen Gebrauchsgegenstände waren funktionsgerecht und zweckbetont gestaltet. Dies erforderte Einfachheit in der Materialverwendung. Es waren Auftragsarbeiten, die teilweise in industrielle Serienfertigung gingen (Gerhardi & Cie in Lüdenscheid, Gladenbecksche Erzgießerei AG in Berlin-Friedrichshagen). Sie trafen den Käufergeschmack und wurden u. a. auch im Warenhaus Wertheim in Berlin erfolgreich vertrieben. Albert Reimann kann deshalb als ein erster Formgestalter bezeichnet werden. Daraus entwickelte sich später der Beruf eines Industriedesigners.
Auf diesen künstlerischen und kommerziellen Erfahrungen aufbauend gründete Albert Reimann eine Privatschule. Freie und angewandte Kunst sollten für ihn eine Einheit bilden. Die maschinelle Herstellung der Waren erkannte er als unabdingbar an. Der Zweck des hergestellten Gebrauchsgegenstandes sollte seine Form bestimmen. Sachlichkeit war ein Ausdruck für Schönheit.
Nach dem Vorbild von Berthold Otto überließ Albert Reimann seinen Schülern die Gestaltung ihres persönlichen Lehrplans weitestgehend selbst. Nach eingehender Beratung, die die persönliche Begabung des Schülers berücksichtigte, sollte dieser selbst herausfinden, welche Kunstfertigkeiten ihm am meisten lagen und wie viel Kurse und Stunden er belegen wollte, um sein gestecktes Ziel zu erreichen. Albert Reimann versprach sich von dieser Art der Selbstmotivation hohe schöpferische Leistungen in kurzer Zeit.
Diesen Grundsätzen folgend entwickelte sich gemessen an der Schülerzahl die Schule Reimann innerhalb von drei Jahrzehnten zur größten privaten Kunst- und Kunstgewerbeschule in Deutschland.